# ABU TV ソング・フェスティバル2017
ABU TV ソング・フェスティバル2017 (ABU TV Song Festival 2017)は、アジア太平洋放送連合(ABU)加盟放送局によって開催される、アジア規模の音楽コンテスト。
アジア・オセアニア地域にある国と地域が参加。

## 大会概要
開催都市の詳細については、成都市を参照。
アジア太平洋放送連合（ABU）は、中国の四川省成都市において、6回目のABU TVソング・フェスティバルが開催することを確認した。この大会が中国で開催されるのは史上初のこと。
前回大会に参加したスリランカとチュニジアが今大会への不参加を表明した一方、マレーシアが復帰し、トルクメニスタンとザンビアが大会への初参加を表明した。
当初は2017年10月25日に開催される予定だったが、11月1日開催へ変更となった。
ABU TV ソング・フェスティバルの姉妹大会である「ABU ラジオ・ソング・フェスティバル」の2017年大会は、当初タイ王国で行う予定であったが、タイ国王ラーマ9世の死去により、会場を移すことを決定した。移転先や開催日程は未定。

## 参加国・地域
| 国名・地域名     | アーティスト                | 曲                                                                |
| ---------------- | --------------------------- | ----------------------------------------------------------------- |
| アフガニスタン   | Ghulam Mahiuddin Farukh     | Qarsak （拍手）                                                   |
| 中国             | Yu Yisa                     | Tea （お茶）                                                      |
| 香港             | Alvin Ng                    | How Can I Do （どのようにできるのか）                             |
| インド           | Shri Kailash Kher           | Beloved （最愛の人） & Crazy For You （クレイジー・フォー・ユー） |
| インドネシア     | Januarisman Silof Runtuwene | Blue Night （青い夜）                                             |
| 日本             | LiSA                        | Catch the Moment                                                  |
| カザフスタン     | Dastan Orazbekov            | Yapurai （憧れ）                                                  |
| 韓国             | MAMAMOO                     | Yes, I am （はい、そうです）                                      |
| モルディブ       | Mohamed Thasneem            | A Tourists View （観光客の視点）                                  |
| マカオ           | Catalyser                   | Midnight is the Time for God （真夜中は神の時間）                 |
| マレーシア       | Syameel                     | Lebih Sempurna （より完璧）                                       |
| トルクメニスタン | Kasymov Sohbet              | With You （あなたと）                                             |
| ベトナム         | Lương Nguyệt Ánh            | Hồ trên núi （国の子守唄）                                        |
| ザンビア         | Hezron Ngosa                | Zaninge （私を指導してくれる）                                    |

## 関連
- ABU TV ソング・フェスティバル
- アジア太平洋放送連合(ABU) 大会主催団体
- ABU ラジオ・ソング・フェスティバル ABUが主催する歌謡祭のラジオ版。
- アジア・パシフィック・ソング・コンテスト ABUによるアジア規模の音楽祭を行う構想。後にABUソング・フェスティバルへ発展。
- ユーロビジョン・ソング・コンテスト ヨーロッパ規模の音楽コンテスト。ABU TV ソング・フェスティバルのモデルとなった番組。